# Johann Jakob Friedrich Sinnhold
Johann Jakob Friedrich Sinnhold (* um 1735; † 4. März 1805 in Erfurt) war ein Altphilologe, Philosoph, Hochschullehrer und Freimaurer in Erfurt.

## Leben
Sinnhold wuchs als Sohn von Johann Nikolaus Sinnhold (* 1695) und seiner Frau Martha Dorothea Stiede in Erfurt auf und hatte 4 Geschwister. Sein bereits 1748 verstorbener Vater war Gelehrter an der Erfurter Universität und hatte dort u. a. an einem Buch über deren Geschichte mitgewirkt.
Johann Jakob studierte alte Sprachen und Philosophie. 1772 wurde er Lehrer am Erfurter Gymnasium und im gleichen Jahr als Professor für griechische Sprache an die Universität Erfurt berufen. Am 30. Juli 1782 wurde er dort Leiter des Sachsenkollegiums der Universität. Dieses 1520 vom Hildesheimer Probst Tilo Brandis gestiftete Kolleg war nach Gründung der Universität Helmstedt zunächst dorthin und dann an die Universität Göttingen gekommen. Erst durch eine Entscheidung des Reichskammergerichtes war es 1782 wieder der Universität Erfurt angegliedert worden. Sitz des Kollegs wurde zunächst Sinnholds Wohnhaus in der Querchgasse "Zum Grauen Rock", der späteren Eichengasse 7.
Viermal war Sinnhold Rektor der Universität Erfurt und hatte 1792 in dieser Funktion die Feiern zum 400sten Jubiläum zu organisieren. 1804 wurde er als Nachfolger Johann Joachim Bellermanns Direktor des Erfurter Gymnasiums, konnte die Funktion aber aufgrund seines frühen Todes nur ein Jahr ausfüllen.

## Tätigkeit als Freimaurer
Am 30. April 1784 gründete er zusammen mit den Professoren Johann Friedrich Weißenborn (Mediziner),  Johann Justin Weißmantel (Jurist) und 4 anderen Herren eine der ersten Erfurter Freimaurerlogen, die  "Zu den Drei Quellen" genannt wurde, und er wurde zum Meister vom Stuhl der Loge gewählt. Nachdem sich die Loge bereits 2 Jahre später wieder auflösen musste, da sich das von einem Hildesheimer Studenten beschaffte Konstitutionspatent als Fälschung erwiesen hatte, beteiligte er sich auch an der Gründung der Nachfolgeloge "Carl zu den drei Rädern", deren Meister vom Stuhl er ebenfalls wurde. Aufgrund der Ereignisse nach der französischen Revolution musste jedoch 1794 auch diese Loge ihre Tätigkeit beenden.

## Familie
Sinnhold war verheiratete mit Maria Christina Schernitz (* 27. März 1755). Er hatte mit ihr zwei Söhne und fünf Töchter, die 1779–1794 geboren wurden.

## Veröffentlichungen
- De ratione academiarum ad rem publicam, (Diss.) Erfurt 1792
- Academiae Electoralis Erfordiensis Rector Ioann. Iac. Frid. Sinnhold ... Cvm Senatv Academico Ad Resvrrectionis Dom. I.C. Memoriam Sancte Celebrandam Cives Exhortantvr. (mit Johann Joachim Bellermann), Erfurt 1793
- Pauca De Libro Iobi, Num Sit Historia, An Fictio? Verlag Litteris Goerlingianis, 1792
- Pauca de inscriptionibus Hebraicis Erfordiae repertis: Academiae Electoralis Erfordiensis Rector Ioann. Iac. Frid. Sinnhold Cvm Senatv Academico Ad Sacri I.C. Natalia Sancte Celebranda Cives Exhortantvr, Band 1 (mit Johann Joachim Bellermann), Verlag Goerling, 1793